# Хаст, Сес
Сес Хаст (нидерл. Cees Haast; 19 ноября 1938, Rijsbergen — 18 января 2019, Рюкфен, Северный Брабант) — голландский шоссейный велогонщик, выступавший на профессиональном уровне в 1964—1969 годах. Участник и призёр многих крупных гонок на шоссе своего времени, в том числе супермногодневок «Тур де Франс», «Джиро д’Италия», «Вуэльта Испании».

## Биография
Сес Хаст родился 19 ноября 1938 года в поселении Рийсберген провинции Северный Брабант, Нидерланды.
Начинал спортивную карьеру в местной небольшой команде «Фортуна Зюндерт». Впервые заявил о себе в шоссейном велоспорте в сезоне 1962 года, став вторым в любительских гонках Ronde van Limburg и Delta Profronde.
В 1964 году стал серебряным призёром в групповой гонке на чемпионате Нидерландов, в той же дисциплине выступил на шоссейном чемпионате мира в Саллаше — расположился в итоговом протоколе соревнований на 35 позиции. Хаст присоединился к голландской профессиональной команде Télévizier, в составе которой впервые проехал супермногодневку «Тур де Франс» — занял итоговое 39 место, и «Тур Швейцарии», где впервые столкнулся с серьёзными подъёмами и проявил способности к горовосхождению, став двенадцатым в общем зачёте. Показал 22 результат на «Париж — Рубе».
В 1965 году выиграл третий этап многодневной гонки «Париж — Ницца» (командная гонка с раздельным стартом) и закрыл десятку сильнейших генеральной классификации. При этом на «Тур де Франс» сошёл с дистанции в ходе одного из этапов. Отметился выступлением на мировом первенстве в Сан-Себастьяне.
В 1966 году вновь выиграл серебряную медаль в групповой гонке на чемпионате Нидерландов, занял 36 место на «Тур де Франс», впервые принял участие в «Вуэльте Испании», где одержал победу на седьмом и тринадцатом этапах, в течение двух дней владел жёлтой майкой лидера, став восьмым в итоговом зачёте. Также показал восьмой результат в генеральной классификации многодневной гонки «Критериум Дофине», стартовал на чемпионате мира в Нюрбургринге.
В 1967 году был четырнадцатым на «Тур де Франс» и пятым на «Вуэльте Испании». На «Туре» в ходе 13-го этапа поднимался на Мон-Ванту в одной группе вместе с именитым британцем Томом Симпсоном и видел падение гонщика с велосипеда (после которого тот скончался в больнице).
Сезон 1968 года провёл в другой голландской профессиональной команде Bic, в её составе достаточно успешно выступил на «Туре Люксембурга», где выиграл один из этапов и стал вторым в генеральной классификации. Помимо этого, закрыл двадцатку сильнейших на «Вуэльте Испании» и единственный раз в карьере принял участие в гонке «Джиро д’Италия» — занял здесь итоговое 22 место.
Последний раз выступал как профессионал в сезоне 1969 года, когда был членом команды Willem II-Gazelle. В это время выиграл ещё один из этапов «Тура Люксембурга» (командная гонка на время), занял 63 место на «Тур де Франс» и 32 место на «Вуэльте Испании».
Умер 18 января 2019 года в поселении Рюкфен в возрасте 80 лет.